# Panamerikanische Spiele 1951/Gewichtheben
Bei den Panamerikanischen Spielen 1951 in Buenos Aires (Argentinien) wurden im Gewichtheben Wettbewerbe in sechs Gewichtsklassen der Männer ausgetragen.

## Medaillengewinner

### Bantamgewicht (bis 56 kg)
| Platz | Athlet                 |
| ----- | ---------------------- |
| 1     | Joseph DePietro        |
| 2     | José Crespo            |
| 3     | Manuel Salas Maravilla |

### Federgewicht (bis 60 kg)
| Platz | Athlet             |
| ----- | ------------------ |
| 1     | Rodney Wilkes      |
| 2     | Richard Greenawalt |
| 3     | Joseph Charlot     |

### Leichtgewicht (bis 67,5 kg)
| Platz | Athlet        |
| ----- | ------------- |
| 1     | Joe Pitman    |
| 2     | Carl de Souza |
| 3     | Hugo d’Atri   |

### Mittelgewicht (bis 75 kg)
| Platz | Athlet         |
| ----- | -------------- |
| 1     | Peter George   |
| 2     | Ángel Sposato  |
| 3     | Emerson Holder |

### Halbschwergewicht (bis 82,5 kg)
| Platz | Athlet                  |
| ----- | ----------------------- |
| 1     | Stanley Stanczyk        |
| 2     | Osvaldo Forte           |
| 3     | Orlando Garrido Ludoaga |

### Schwergewicht (über 90 kg)
| Platz | Athlet            |
| ----- | ----------------- |
| 1     | John Davis        |
| 2     | Lennox Kilgour    |
| 3     | Norberto Ferreira |

## Medaillenspiegel
| Platz | Nation              | Gold | Silber | Bronze | Gesamt |
| ----- | ------------------- | ---- | ------ | ------ | ------ |
| 1.    | Vereinigte Staaten  | 5    | 1      | 0      | 6      |
| 2.    | Trinidad und Tobago | 1    | 2      | 0      | 3      |
| 3.    | Argentinien         | 0    | 2      | 2      | 4      |
| 4.    | Kuba                | 0    | 1      | 1      | 2      |
| 5.    | Haiti               | 0    | 0      | 1      | 1      |
| 5.    | Mexiko              | 0    | 0      | 1      | 1      |
| 5.    | Panama              | 0    | 0      | 1      | 1      |